# 百一文
百一文（ひゃくいちもん）は、江戸時代の庶民向けの金融。日銭貸しとも呼ばれる。「100文」の貸付金に対し「1文」の利息を当日中に返済する金融で、100文借りたら元金＋利息で101文を返済することからこの名称がついた。
1日の借入で計算すれば金利1％だが、年利換算すると360％の高金利となる。
魚や野菜、豆腐などを売り歩いて日銭を稼ぐ棒手振りと呼ばれる商人たちが主に利用した金融で、朝に仕入れのための金を借りて、日中に商品を売り歩き、夕方に利息をつけて返済していた。利息は高いが、元手になる金を持たない下々の町人には無くてはならない金貸しであった。証文をかわす必要はなく、家主の口添えがあれば借りることができたという。